# Peniger Kellerberge
Die Peniger Kellerberge sind ein System unterirdischer Gänge in Penig.

Typischer Gang

## Lage
Die längsten erschlossenen Gänge befinden sich im Norden Penigs, zwischen der Leipziger Straße und der Uhlandstraße des Stadtteils Altpenig. Daneben gibt es noch kleinere Anlagen am Hühnerberg, den sogenannten „Räubertunnel“ und innerhalb der Altstadt.

## Anlage
Die Gänge wurden in Gneisglimmerschiefer geschlagen. Der heute begehbare Teil ist etwa 2000 Meter lang. Sie bilden ein Labyrinth in drei Sohlen. Von den Hauptwegen zweigen nach beiden Seiten viele bogenförmige oder kurze stumpf endende Gänge ab. Am Eingang dieser Gänge deuten Fugen im Gestein darauf hin, dass sie früher von Türen verschlossen waren. Einzelne Schilder mit Nummern sind ebenfalls noch erhalten. Vielfach finden sich Nischen für Heiligenfiguren und faustgroße Vertiefungen zur Aufnahme von Lichten. Einige kleinere Räume sind ebenfalls vorhanden. Das Gangsystem verfügte über eine Belüftung und Entwässerung. Die Entwässerung ist einfach und effektiv gelöst. Das eindringende Wasser sammelt sich in Wassergruben und Gängen und versickert von dort.

## Geschichte

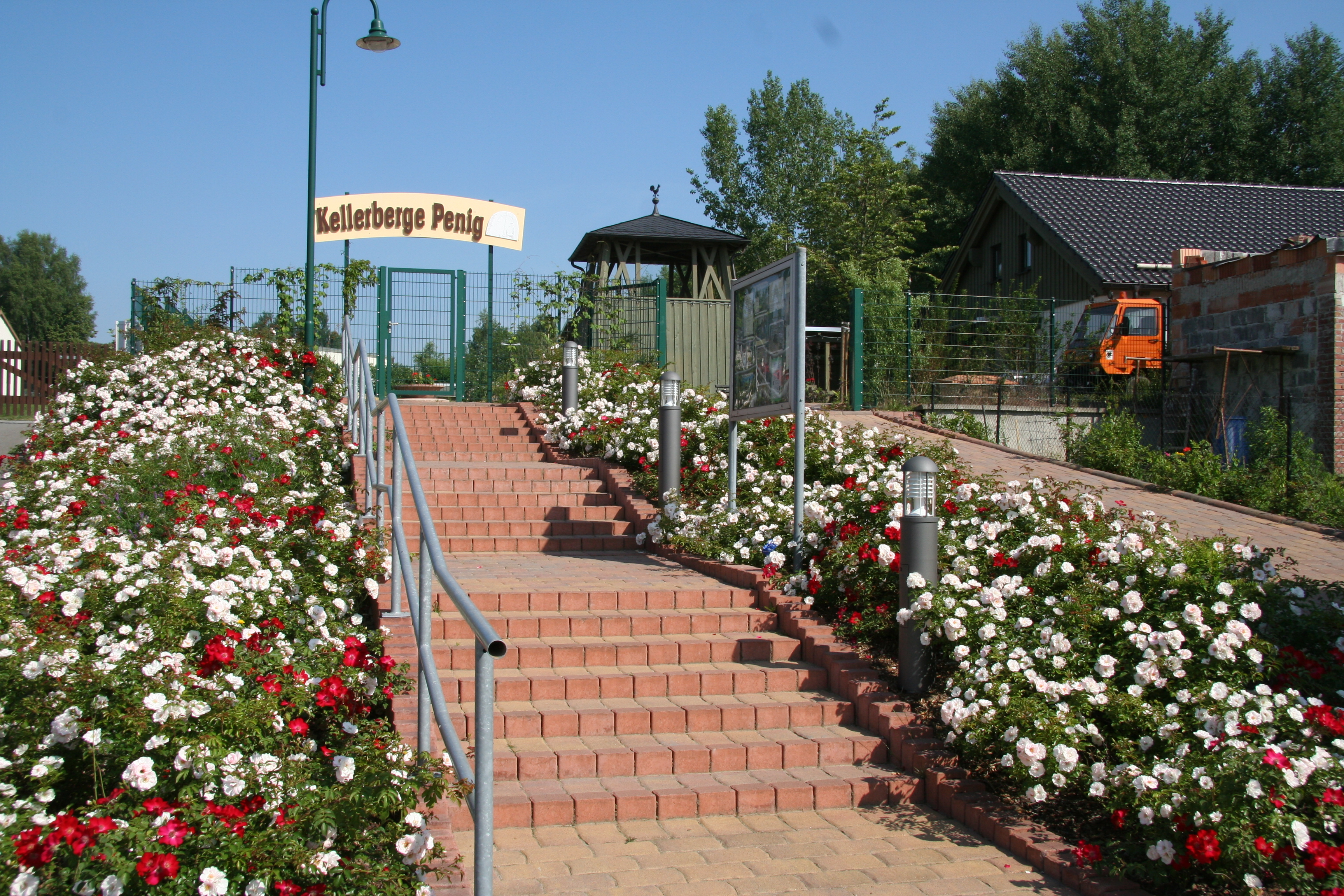
Aufgang zum Huthaus der Kellerberge Penig

Den ersten Hinweis auf die Kellerberge findet sich bei dem Peniger Chronisten Sebastian Meyer im Jahre 1549. Die meisten zeitgenössischen Autoren interpretieren ihn so, dass die Gänge 1511 von den Brüdern Wolff und Peter Rodten angelegt worden sind. Emil Berger, der die Gänge 1926 untersuchte, glaubt, die Brüder hätten vorhandene Gänge nur ausgebaut.
Im Jahr 1856 ließ die Amtshauptmannschaft Rochlitz einen Teil der Gänge verfüllen.
Etwa im Jahr 1926 wurden die Gänge wiederentdeckt und von Heimatfreunden untersucht. Ein Jahr später, zur 700-Jahr-Feier der Stadt, wurde ein Teil der Gänge durch den Besitzer des Grundstücks wieder begehbar gemacht. 1933 wurden sie vom Freiwilligen Arbeitsdienst für den Luftschutz hergerichtet.
Kurz vor der 750-Jahr-Feier im Jahre 1977 fanden sich wieder Bürger, die die Gänge auf etwa fünfhundert Metern wieder begehbar machten. 1978 wurde ein Huthaus errichtet.
Sie blieben diesmal bis zum Jahr 1990 geöffnet, dann erzwangen Sicherungsmaßnahmen ihre erneute Schließung. Die Bergsicherung Schneeberg verstärkte Pfeiler, sicherte Stollen und erneuerte die Belüftung. 1995, zum Tag der Sachsen, wurden die Gänge wieder geöffnet.
2002 wurde der Eingang auf die Leipziger Straße verlegt und im Juli 2004 ein neues Huthaus eingeweiht. Dort befindet sich auch der „Peniger Heimatberg“, ein Modell der Stadt Penig im Stil der erzgebirgischen Weihnachtsberge.

## Ursprung und Verwendung
Der Ursprung und der Zweck der Kellerberge ist nicht geklärt. Spekulationen, es handele sich um eine alte Fluchtburg, gelten heute als unwahrscheinlich. Eine andere Legende besagt, die Kellerberge seien Verbindungsgänge zwischen einem Mönchs- und einem Nonnenkloster. Für diese Klöster gibt es aber keine Belege.
Wahrscheinlicher ist die Vermutung, es handele sich um ein altes Bergwerk. Tatsächlich wurde einige Kilometer muldeaufwärts in Zinnberg um 1500 Bergbau betrieben. Bei der Erkundung der Gänge im Jahre 1926 wurden im Gestein Spuren von Blei und Silbererz gefunden.
Die Kellerberge sollen später als Bierkeller benutzt worden sein. Aufgrund der gleichmäßigen Temperaturen von 8 bis 10 Grad wären sie dafür geeignet. Eine Lagerung in Fässern ist aufgrund der Enge der Gänge aber nicht möglich. Mit Sicherheit sind sie laut Zeitzeugenberichten bis in das 20. Jahrhundert als Vorratskeller, mindestens vom Besitzer des Grundstücks, genutzt worden.

## Vergleich mit anderen Gangsystemen
Mehrere andere Städte in Sachsen, so Glauchau, Lichtenstein, Meerane und Waldenburg haben unterirdische Gänge. Sie bilden, im Gegensatz zu den Peniger Kellerbergen, kein zusammenhängendes System, sondern haben ihre Ausgangspunkte in den Kellern einzelner Häuser. Die Peniger Kellerberge liegen heute am Rand von Penig, 1511 aber weit vor den Toren der Stadt auf der Flur von Altpenig.